# インド鉄道WAP4形電気機関車
インド鉄道WAP-4形交流電気機関車（インドてつどうWAP-4がたこうりゅうでんききかんしゃ）は、インド鉄道（Indian Railways）が所有する旅客用交流電気機関車。日立製作所製の電動機を採用した形式である。

## 概要
1980年に製造されたインド初の交流旅客用電気機関車であるWAP1形は営業最高時速120km/hを誇り、インド各地の速達列車の先頭で活躍し続けていた。だが、牽引する客車数が増大するに伴い出力不足が問題視されるようになってきた。そこで、WAP-1形やその基礎となったWAM4形などに採用されていた、出力値770HPのアルストム製の電動機（TAO-859）に代わり、日立製作所が手掛ける出力840HPの電動機（HS-15250A）を新たに採用したのがWAP4形である。
車体はWAP1形と類似した流線形だが、電動機の変更に伴う重量増大に対応するためにアルミニウム合金の採用など軽量化が図られた。
1994年から製造が始まり、GTOを用いるインバータ制御を採用したWAP5形が1995年に登場して以降も並行して新型車両の製造が続き、最終的に2015年までに776両が導入された。
なお、形式名の「WAP」は、「広軌（W）交流（A）旅客用（P）機関車」と言う意味である。

## WAP-6形
WAP-4形の最高時速を160km/hに向上させるため、台車を新規に製造したものに変更した形式。試験運転が実施されたが結果は思わしくなく、改造された6両は全てWAP-4形への再改造が実施された。

## ギャラリー

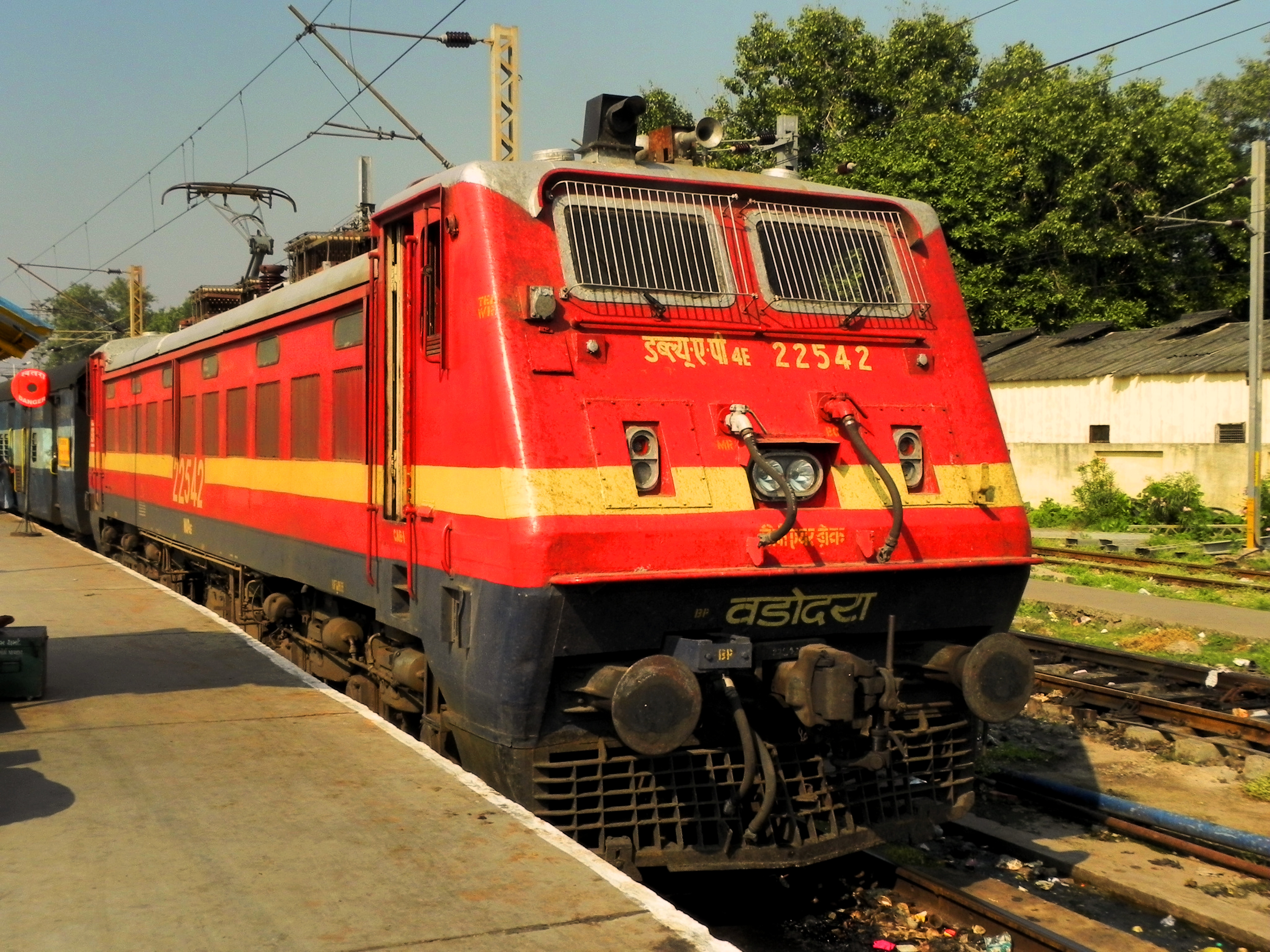
22542号機
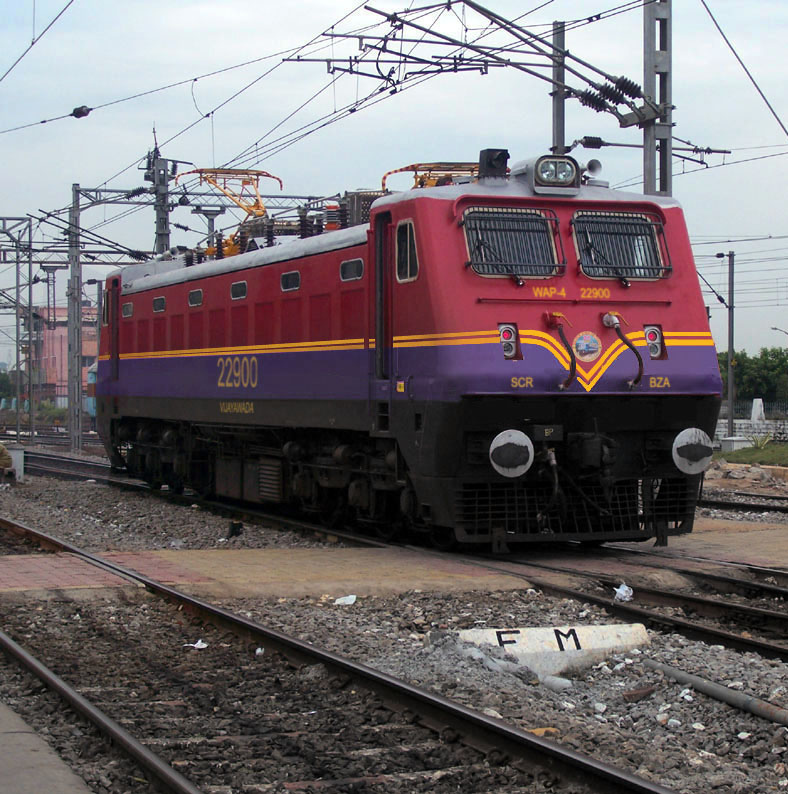
22900号機
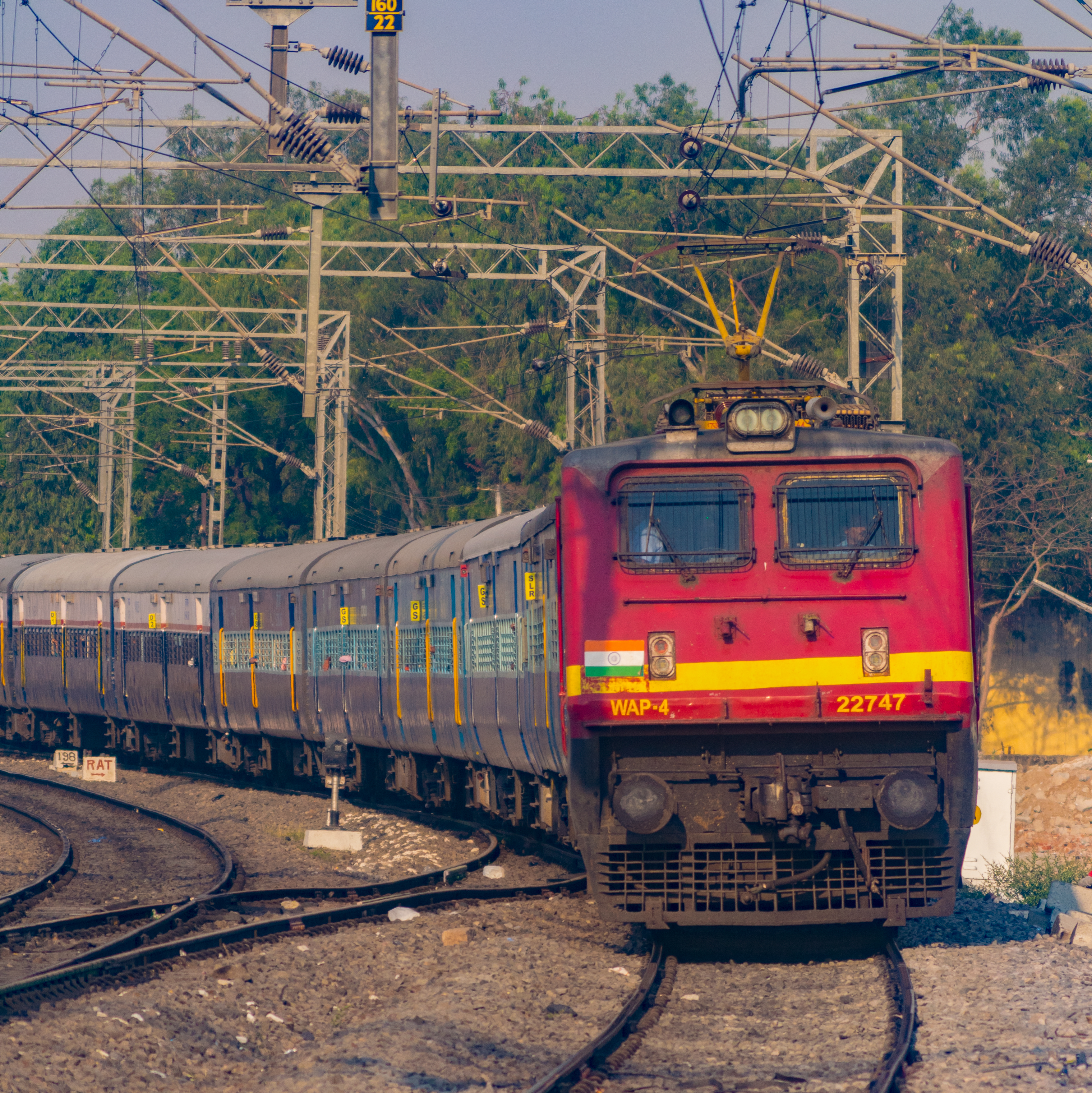
前照灯の位置が異なる車両も存在する（22747号機）

## 参考資料
- 石田周二、笠井健次郎『交通ブックス 124 電気機関車とディーゼル機関車』成山堂書店、2015年6月。ISBN 978-4-425-76231-6。